# Bad Boys (DeBarge)
Bad Boys è il quinto album in studio del gruppo musicale statunitense DeBarge, pubblicato il 25 novembre 1987.

## Tracce
1. Dance All Night – 3:41
2. We're Havin' Fun – 3:33
3. You're a Big Boy – 4:31
4. You're Not the Only One – 3:10
5. All Over – 4:25
6. Say You Do – 4:25
7. I Got You Babe – 4:38
8. Take It to the Top – 3:18
9. Every Time I Think of You – 4:29